# Zarośle (gmina Zbiczno)
Zarośle – osada w Polsce, położona w województwie kujawsko-pomorskim, w powiecie brodnickim, w gminie Zbiczno, na obszarze Brodnickiego Parku Krajobrazowego. Wzmiankowany od roku 1738.
W latach 1975–1998 miejscowość administracyjnie należała do województwa toruńskiego.